# Synallaxis erythrothorax
A Synallaxis erythrothorax a madarak (Aves) osztályának verébalakúak (Passeriformes) rendjébe és a fazekasmadár-félék (Tyrannidae) családjába tartozó faj.

## Rendszerezése
A fajt Philip Lutley Sclater angol ügyvéd és zoológus írta le 1855-ben.

## Alfajai
- Synallaxis erythrothorax erythrothorax P. L. Sclater, 1855
- Synallaxis erythrothorax furtiva Bangs & J. L. Peters, 1927
- Synallaxis erythrothorax pacifica Griscom, 1930[2]

## Előfordulása
Mexikó déli részén, valamint Belize, Guatemala, Honduras és Salvador területén honos. Természetes élőhelyei a szubtrópusi vagy trópusi síkvidéki esőerdők. Állandó, nem vonuló faj.

## Megjelenése
Testhossza 16 centiméter, a testtömege 15-19 gramm.

## Életmódja
Ízeltlábúakkal és gyümölcsökkel táplálkozik.

## Természetvédelmi helyzete
Elterjedési területe nagyon nagy, az egyedszáma pedig stabil. A Természetvédelmi Világszövetség Vörös listáján nem fenyegetett fajként szerepel.